# Bni Mansour
Bni Mansour (àrab بني منصور) és una comuna rural de la província de Xauen de la regió de Tànger-Tetuan-Al Hoceima. Segons el cens de 2014 tenia una població total de 20.811 persones.